# 康棟
康棟（15世紀—16世紀），榜姓徐，後復姓康，字木仲，湖廣荊州府監利縣人，明朝政治人物。

## 生平
康棟為諸生時地方盜賊橫行，湖廣按察司副使楊某聽從其建議剿滅盜賊，後為嘉靖四年（1525年）乙酉科應天鄉試舉人，十九年（1540年）授乾州知州，強力抓捕奸詐官吏，被對方反誣告而罷官。

## 引用
1. 1 2  同治《監利縣志·卷十·人物志》：徐棟 復姓康，字木仲，為諸生時邑有劇盜，兵備使者楊招議撫勦孰便，棟意主勦，楊從其言遂平盜，嘉靖乙酉舉於南畿，為乾州守，捕猾胥甚急，以胥誣罷歸。 舊縣志